# Császár
Császár är en ort i Ungern.   Den ligger i provinsen Komárom-Esztergom, i den västra delen av landet, 70 km väster om huvudstaden Budapest. Császár ligger 214 meter över havet och antalet invånare är 1 922.
Terrängen runt Császár är platt, och sluttar norrut. Runt Császár är det ganska tätbefolkat, med 96 invånare per kvadratkilometer. Närmaste större samhälle är Oroszlány, 12,8 km öster om Császár. I omgivningarna runt Császár växer i huvudsak lövfällande lövskog.